# Lochamej haGeta’ot
Lochamej haGetaʾot (hebräisch לוֹחֲמֵי הַגֵּטָאוֹת Lōchamej haGeṭaʾōt, deutsch ‚Kämpfer der Ghettos‘) ist ein Kibbuz an der Straße von Akko nach Naharija in Nordisrael mit 685 Einwohnern (Stand 2018).
Gegründet wurde die Siedlung 1949 von Überlebenden des Aufstands im Warschauer Ghetto, darunter Jitzhak Zuckerman, stellvertretender Kommandant der Jüdischen Kampforganisation. Der Ortsname bedeutet „Ghettokämpfer“ und erinnert an die Juden, die während des Holocausts in den von den Nationalsozialisten errichteten Ghettos ums Leben kamen. Lochamej haGetaʾot hatte 2018 685 Einwohner.

## Das Museum
Im Kibbuz wurde 1949 ein Museum Haus der Ghettokämpfer gegründet, das sich mit jüdischem Leben in Osteuropa vor, während und nach dem Holocaust beschäftigt. Schwerpunkte der Ausstellung sind der Aufstand im Warschauer Ghetto und ein Modell des Vernichtungslagers Treblinka. In einem weiteren Gebäude ist eine Gedenkstätte untergebracht, die an die Kinder erinnert, die durch die nationalsozialistische Vernichtungspolitik umkamen.

## Der Aquädukt al-Dschazzars
Am Rand des Kibbuz stehen die gut erhaltenen Überreste eines Aquädukts, der 1780 von Cezzâr Ahmed Pascha gebaut wurde, um Akko mit Wasser aus al-Kabri zu versorgen.

## Personen
- Zivia Lubetkin (1914–1978), polnische Widerstandskämpferin und Sozialarbeiterin
- Jitzhak Zuckerman (1915–1981), polnischer Widerstandskämpfer